# Ricardo Rodríguez (compositor)
Ricardo Máximo Rodríguez (Concordia, 15 de abril de 1877 - Buenos Aires, 1 de octubre de 1951) fue un compositor y violista argentino.
Estudió en el Conservatorio de Buenos Aires y, subvencionado en un concurso del Gobierno, llegó a Europa donde recibió cursos en la Schola Cantorum de París. Cuando regresó a su país, fue nombrado profesor de órgano del Conservatorio de Buenos Aires donde, además, formó parte como violista de la Sociedad de Música de Cámara.
En sus primeras composiciones se puede observar la influencia de la escuela francesa, como por ejemplo en Tu sais, Automme y L'aveu permis, pero su obra posterior, está matizada por el sentimiento que emana del folklore nacional. 
El discurso elegante, la nobleza armónica y melódica, como así también la perfección formal, caracterizan su obra. 
Fue director de la Escuela Argentina de Música, miembro del directorio del Teatro Colón y de la Academia Nacional de Bellas Artes. Dedicado a la enseñanza, fue profesor de órgano en el Instituto Nacional de Ciegos y de composición en el Conservatorio Nacional de Música y Arte Escénico. Varias de sus obras fueron premiadas por la Comisión Nacional de Cultura, la Asociación Wagneriana, etc.
Entre sus obras figuran:
- El Palmar, poema sinfónico en Youtube https://www.youtube.com/watch?v=0D8YFUdouL0
- El Yuqueri, poema sinfónico
- San Ignacio, (Cantata) (anterior a 1918, extraviada)
- Cuarteto para piano, clarinete, viola y fagot (1947)
- Sonata para piano y violín (1943)
- Seis preludios (1925)
- Sonatina (1913)
- En mi Pueblo: Evocaciones de mi infancia, serie para piano (1926)
- Melodías para canto y piano
- Sonata para piano (1911) en YouTube https://www.youtube.com/watch?v=PNo3_ESg2QU
- Plegaria a la Virgen de San Telmo, para órgano (1950)
- Choral (órgano)
- Himnos y canciones escolares
- Obertura (anterior a 1918, extraviada)
- Siluetas de un carnaval porteño, serie para piano (1943)
- Tres valses, para piano (1920)
- Cinco miniaturas, Op.1 (piano) en YouTube https://www.youtube.com/watch?v=W-L6F9txcDA

https://www.youtube.com/watch?v=-eIT2LLlfXU
- Cuatro piezas, Op.2 (piano)
- Cuatro hojas de album (piano) https://www.youtube.com/watch?v=977cdY8WsMA
- Polonesa (piano)
- Obras cortas diversas (piano)
- Good luck! (piano)

Su acervo se encuentra digitalizado en el Instituto de Investigación en Etnomusicología del Gobierno de la Ciudad de Buenos Aires